# Ripio

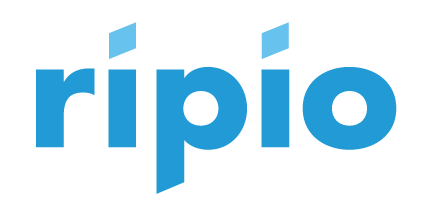

Ripio é uma carteira Bitcoin e um serviço de corretagem fundado em 2014 pelos empreendedores argentinos Sebastián Serrano e Luciana Gruszeczka. Com mais de 100.000 usuários ativos, ela é atualmente uma das mais populares carteiras bitcoin na Argentina.
Ripio permite a seus usuários comprar e vender bitcoins usando pesos argentinos, ou reais brasileiros. Os usuários podem depositar recursos em suas carteiras (em dinheiro ou através de transferência bancária) e usá-lo para comprar bitcoins, fazer pagamentos online, carregar seus celulares com créditos, ou pagar contas de luz ou água a partir do aplicativo.
A Ripio atualmente opera na Argentina, bem como vários outros países latino-americanos, como Brasil e México. Em outubro, a Ripio obteve US$ 31 milhões em uma venda direta de tokens Ethereum.

## A bolsa, ouexchange, Ripio
No final de 2014, a BitPagos adquiriu a Unisend (então a única bolsa, ou exchange, de bitcoin em pesos argentinos), dando origem à Ripio Exchange, o portal onde os usuários de Ripio podem oferecer e negociar moedas digitais em termos da moeda local.